# Nationalstraße 16 (Japan)
Die Nationalstraße 16 (jap. 国道16号, Kokudō 16-gō) ist eine wichtige Ringstraße Tokios in Japan. Festgelegt wurde sie am 4. Dezember 1952.

## Verlauf
- Präfektur Kanagawa
  - Yokohama – Yamato – Sagamihara
- Präfektur Tokio
  - Machida – Hachiōji – Akishima – Fussa – Hamura
- Präfektur Saitama
  - Iruma – Sayama – Kawagoe – Saitama – Ageo – Saitama – Kasukabe
- Präfektur Chiba
  - Noda – Kashiwa – Shiroi – Funabashi – Yachiyo – Chiba – Ichihara – Sodegaura – Kisarazu – Kimitsu – Futtsu
- Präfektur Kanagawa
  - Yokosuka – Hayama – Zushi – Yokohama